# Konrad Mizzi
Konrad Mizzi, né le 4 novembre 1977 à Paola, est un homme politique maltais, membre du Parti travailliste (PL).

## Biographie
Il est ministre de l'Énergie et des Eaux entre 2013 et 2016, compétences auxquelles la Santé est ajoutée en 2014. Il devient alors ministre auprès du Premier ministre. Parallèlement, il est vice-président du Parti travailliste entre février et mai 2016.
En avril 2016, la journaliste Daphne Caruana Galizia l'accuse nommément de corruption dans le cadre de l'affaire des Panama Papers.
Le 9 juin 2017, il est nommé ministre du Tourisme.